# Elwha
Elwha az Amerikai Egyesült Államok északnyugati részén, Washington állam Clallam megyéjében elhelyezkedő önkormányzat nélküli település.
Elwha postahivatala 1904 és 1928 között működött.